# Tadoussac
Pour film, voir Tadoussac (film).
Tadoussac est une municipalité de village de la municipalité régionale de comté de La Haute-Côte-Nord de la région administrative de la Côte-Nord, au Québec (Canada).

## Toponymie
Ce nom désigne une municipalité de village de la Côte-Nord, implantée à 222 km au nord-est de Québec. Plus précisément, cette municipalité se trouve là où la rivière Saguenay se jette dans l'estuaire du fleuve Saint-Laurent. Dotée d'un décor exceptionnel fait de montagnes et d'eau, de roc et de verdure, cette municipalité constitue un point de convergence entre la Haute-Côte-Nord, le Saguenay et Charlevoix.
Tadoussac pourrait venir de l’innu-aimun « Totouskak » qui signifie « mamelles » ; deux collines rondes étant situées à l'ouest du village. Le nom Tadaosakw est une variante traditionnelle autochtone du nom du village. Selon Serge Bouchard, les Innus appellent cet endroit Tsheshagut.

## Géographie

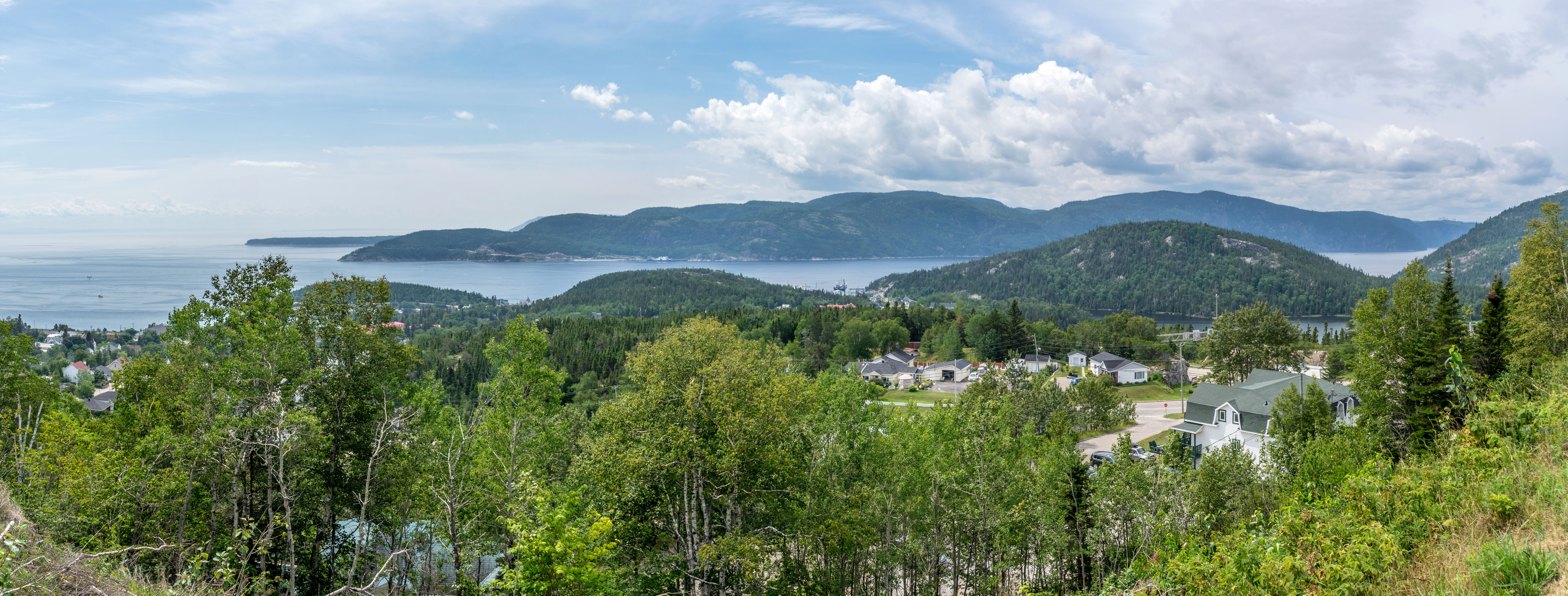
Confluence Saguenay - Saint-Laurent. Tadoussac dans le lointain.

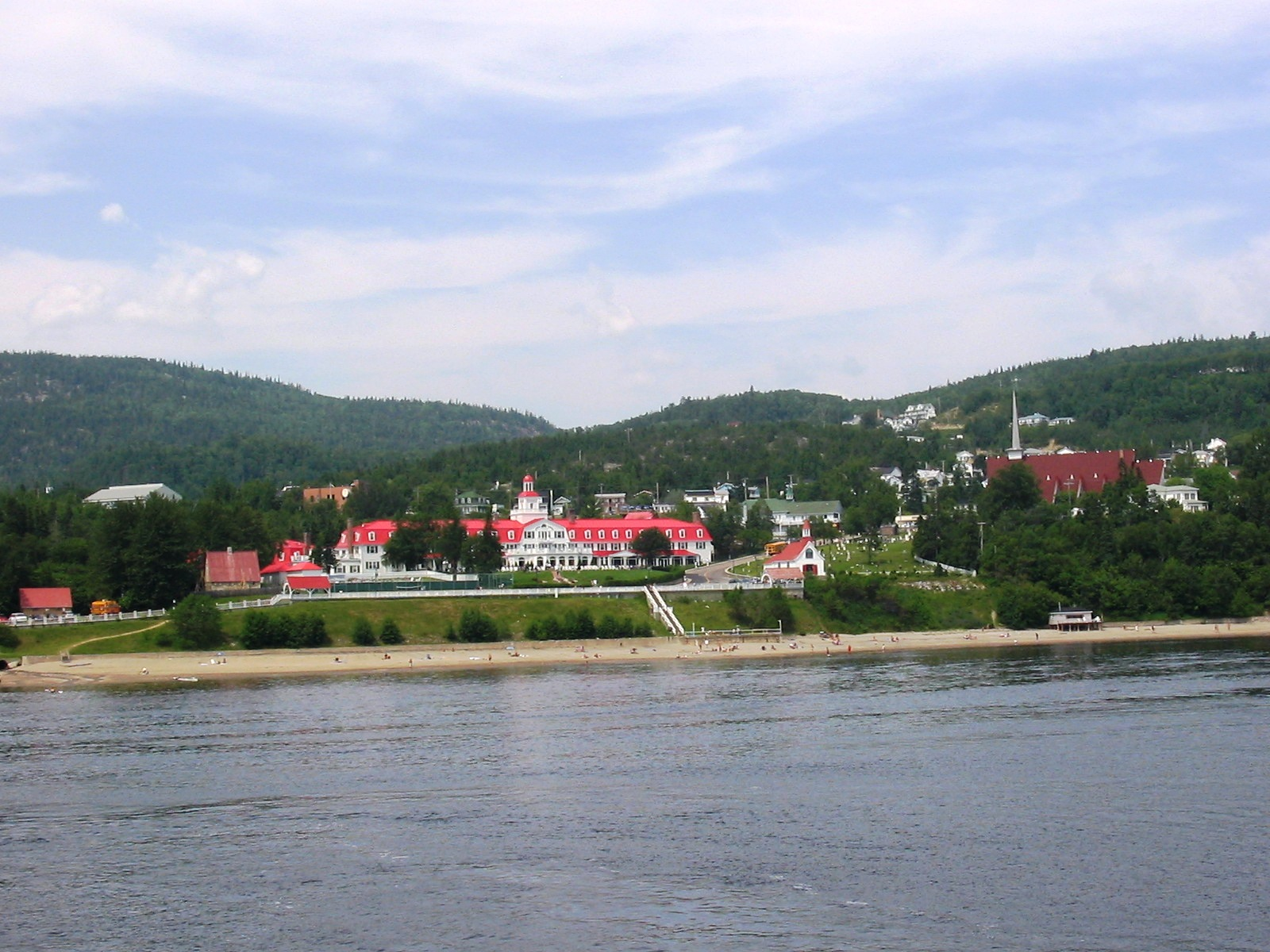
Tadoussac vu du fleuve Saint-Laurent.

Tadoussac est situé dans une baie, sur rive nord de l'estuaire maritime du fleuve Saint-Laurent, à l'embouchure du fjord de la rivière Saguenay.
Tadoussac offre un décor exceptionnel de montagnes, d'eau, de roc et de verdure. La municipalité de village constitue un point de convergence entre la Haute-Côte-Nord, le Saguenay-Lac-Saint-Jean et Charlevoix.

## Démographie
| 1991 | 1996 | 2001 | 2006 | 2011 | 2016 | 2021 |
| ---- | ---- | ---- | ---- | ---- | ---- | ---- |
| 832  | 913  | 870  | 850  | 813  | 799  | 814  |

### Langues
En 2021, sur une population de 814 habitants, Tadoussac comptait 98,8 % de francophones et 1,2 % d'allophones  et autochtones, principalement ceux qui parlent innu-aimun.

## Administration
Les élections municipales se font en bloc pour le maire et les six conseillers.
| Tadoussac Maires depuis 2001                                                                                         |                  |         |          |
| Élection | Maire            | Qualité | Résultat |
| 2001 | Pierre Marquis   |         | Voir     |
| 2005 | Pierre Marquis   | Voir    |          |
| 2009 | Hugues Tremblay  |         | Voir     |
| 2013 | Hugues Tremblay  | Voir    |          |
| 2017 | Charles Breton   |         | Voir     |
| 2021 | Richard Therrien |         | Voir     |
| Élection partielle en italique Depuis 2005, les élections sont simultanées dans toutes les municipalités québécoises |                  |         |          |

## Histoire

### Colonisation

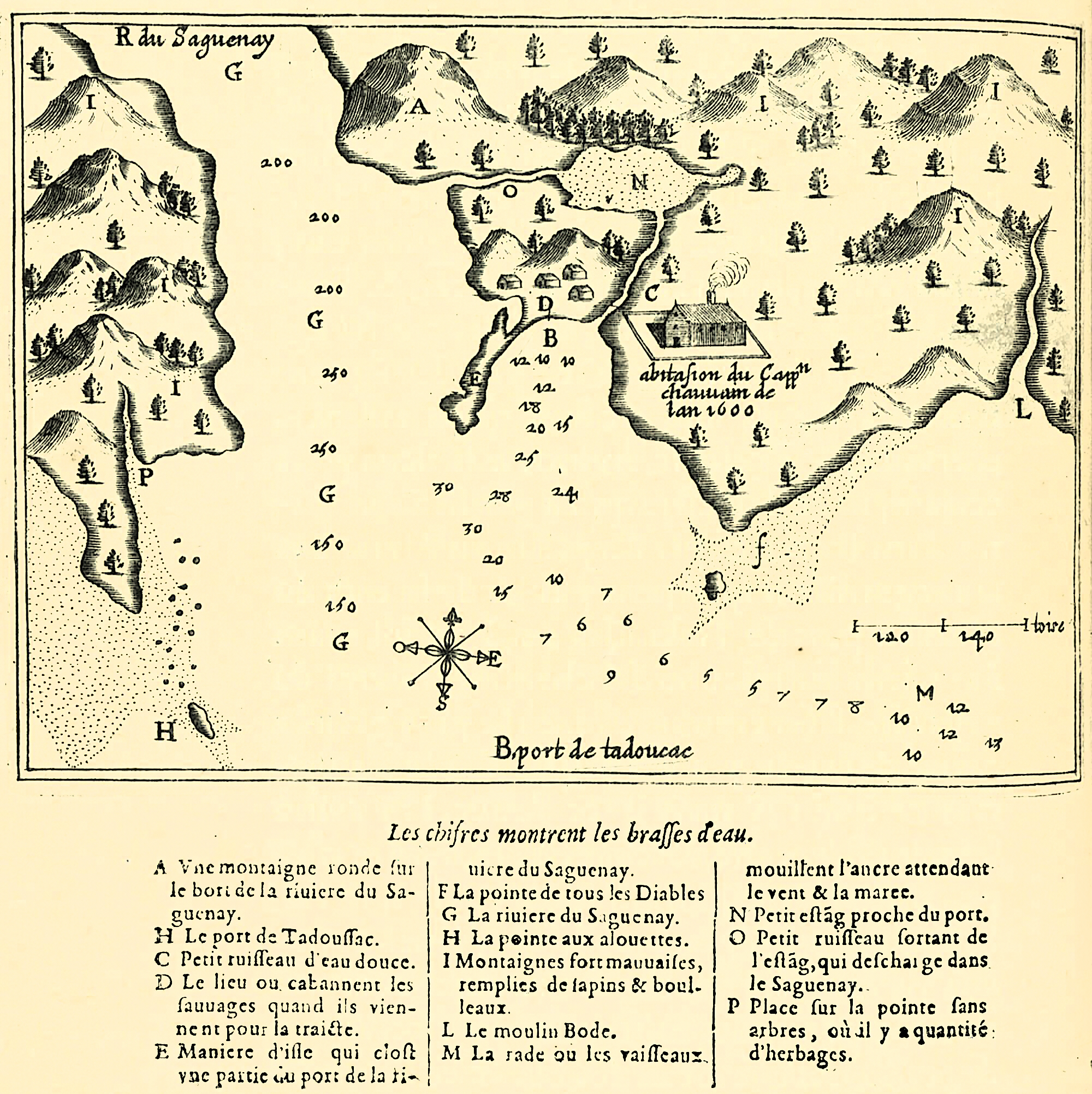
Le port de Tadoussac et le poste de traite cartographié par Samuel de Champlain en 1615.

La région de Tadoussac a été visitée par Jacques Cartier en 1535 alors qu'il remontait le fleuve Saint-Laurent,. Dès 1578, François Gravé, sieur du Pont, fait la traite des fourrures avec les autochtones  à Tadoussac et jusqu'à Trois-Rivières. Tadoussac fut également visité par Pierre de Chauvin, sieur de Tonnetuit, en 1599.
Après l'échec des établissements de Charlesbourg-Royal et de Floride, Tadoussac devint la première colonie française pérenne en Amérique du Nord à la suite de l'installation d'un poste de traite de la fourrure. En effet, en 1599, le roi Henri IV accorda le monopole du commerce de la fourrure à Tadoussac à François Dupont-Gravé et Pierre de Chauvin, qui fondèrent, sous l'autorité de Pierre Dugua de Mons, l'établissement en 1600. À cette époque, la région de Tadoussac était habitée durant les mois d'été par une tribu innue (dite montagnaise) dont le chef était Begourat.

### Traite des fourrures
Au début du XVIIIe siècle, Tadoussac était un passage obligé pour qui voulait commercer des fourrures. C’est à ce comptoir qu’aboutissaient les peaux récoltées dans un immense territoire couvrant les bassins versants du Saguenay et celui de la baie d’Hudson.
Pierre-Esprit Radisson (1636-1710) et Médard Chouart des Groseillers (1618-1696), explorateurs du continent nord-américain jouent un grand rôle dans le développement de la traite des fourrures. Au retour de l’une des expéditions, tracassés par le fonctionnariat colonial qui saisit leur cargaison de fourrures, les deux hommes se révoltent et se tournent vers l’Angleterre pour réaliser leur projet d'implanter un commerce des fourrures à la baie d’Hudson. Radisson et des Groseillers réussiront si bien que la compagnie de la Baie d'Hudson est la plus ancienne des entreprises d'Amérique du Nord encore existantes.

### XXesiècleet après
Le 10 octobre 1899, la municipalité de village de Tadoussac est officiellement constituée. Le 13 novembre 1937, la municipalité de paroisse est incorporée par détachement de la municipalité de village, mais est dissoute le 9 avril 1949.
En 2001, Tadoussac a célébré son 400e anniversaire.

## Tourisme

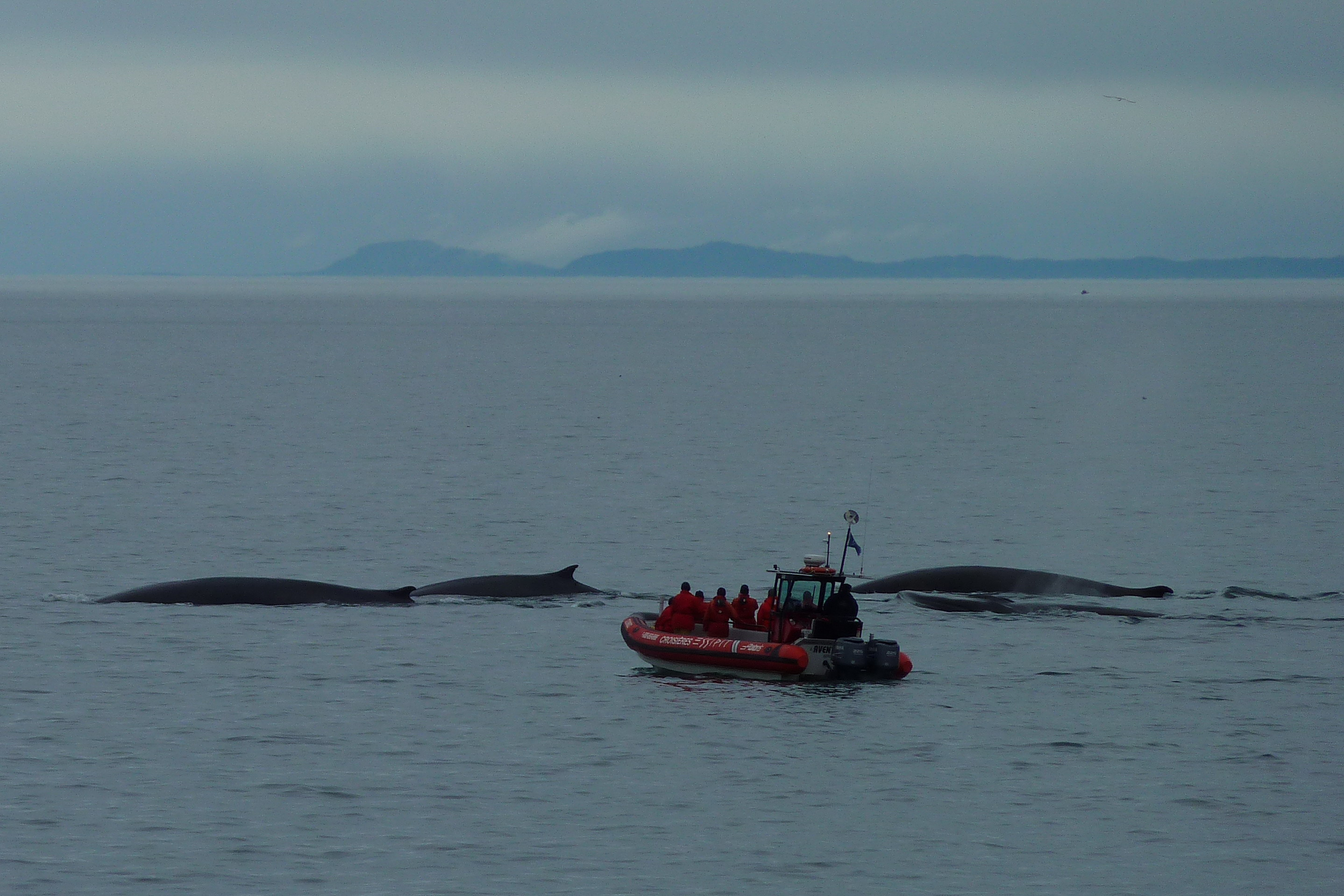
Observation des baleines.

Le village moderne de Tadoussac est situé non loin du poste de traite originel, à l'embouchure de la rivière Saguenay, aux limites des régions touristiques de Charlevoix et de Manicouagan. C'est maintenant une destination touristique prisée, principalement pour l'observation des baleines et grâce à la beauté sauvage du fjord glaciaire de la rivière Saguenay. Le village est aussi reconnu internationalement, depuis 1998, comme faisant partie du très sélect Club des plus belles baies du monde et il est aussi le premier membre officiel en Amérique du Nord. Plus de 300 000 visiteurs visitent chaque année ce village de moins de 1 000 âmes. On y retrouve la chapelle de Tadoussac, la plus ancienne chapelle de bois encore existante au Canada.

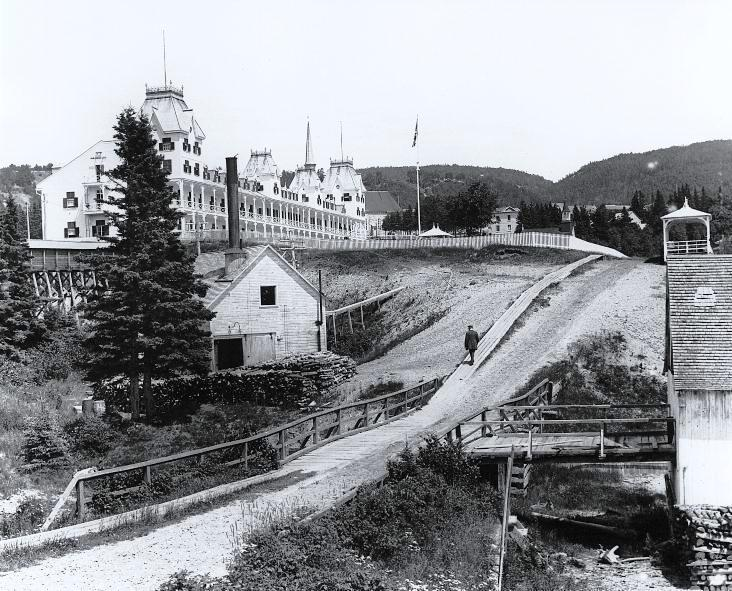
Hôtel Tadoussac, 1915.

La région de Tadoussac est principalement constituée de zones rurales ou sauvages et est le site de parcs nationaux et provinciaux, tels que le parc marin du Saguenay–Saint-Laurent et le parc national du Saguenay. À quelques kilomètres du village, se trouvent les dunes de Tadoussac, les plus hautes dunes de sable du Canada. Le Grand Hôtel de Tadoussac jouit aussi d'une réputation internationale, célèbre notamment pour son toit rouge immortalisé par le tournage du film L'Hôtel New Hampshire, d'après le roman de John Irving, tandis que l'auberge de jeunesse l'a été avec le tournage du film Tadoussac (2017). La Petite Chapelle, le Centre d'interprétation des mammifères marins et le Poste de traite Chauvin sont parmi les attraits touristiques les plus prisés par les visiteurs des quatre coins du monde.
La rivière Saguenay se jette dans le fleuve Saint-Laurent et y apporte de l’eau douce froide. Or, à cet endroit, vu que le fleuve contient de l'eau salée et qu'il est beaucoup plus profond, on assiste à la construction de turbulences idéales où pullulent une faune et une flore uniques. C'est la raison pour laquelle les baleines s'y donnent rendez-vous. On y retrouve les plus gros cétacés, entre autres le rorqual commun et, parfois, la baleine bleue. Le fond marin autour de Tadoussac est devenu le parc marin du Saguenay–Saint-Laurent.
Le Centre d'interprétation des mammifères marins, qui comporte également un centre de recherche scientifique sur les cétacés et mammifères marins est ouvert aux visiteurs de mai à octobre.

## Vie culturelle

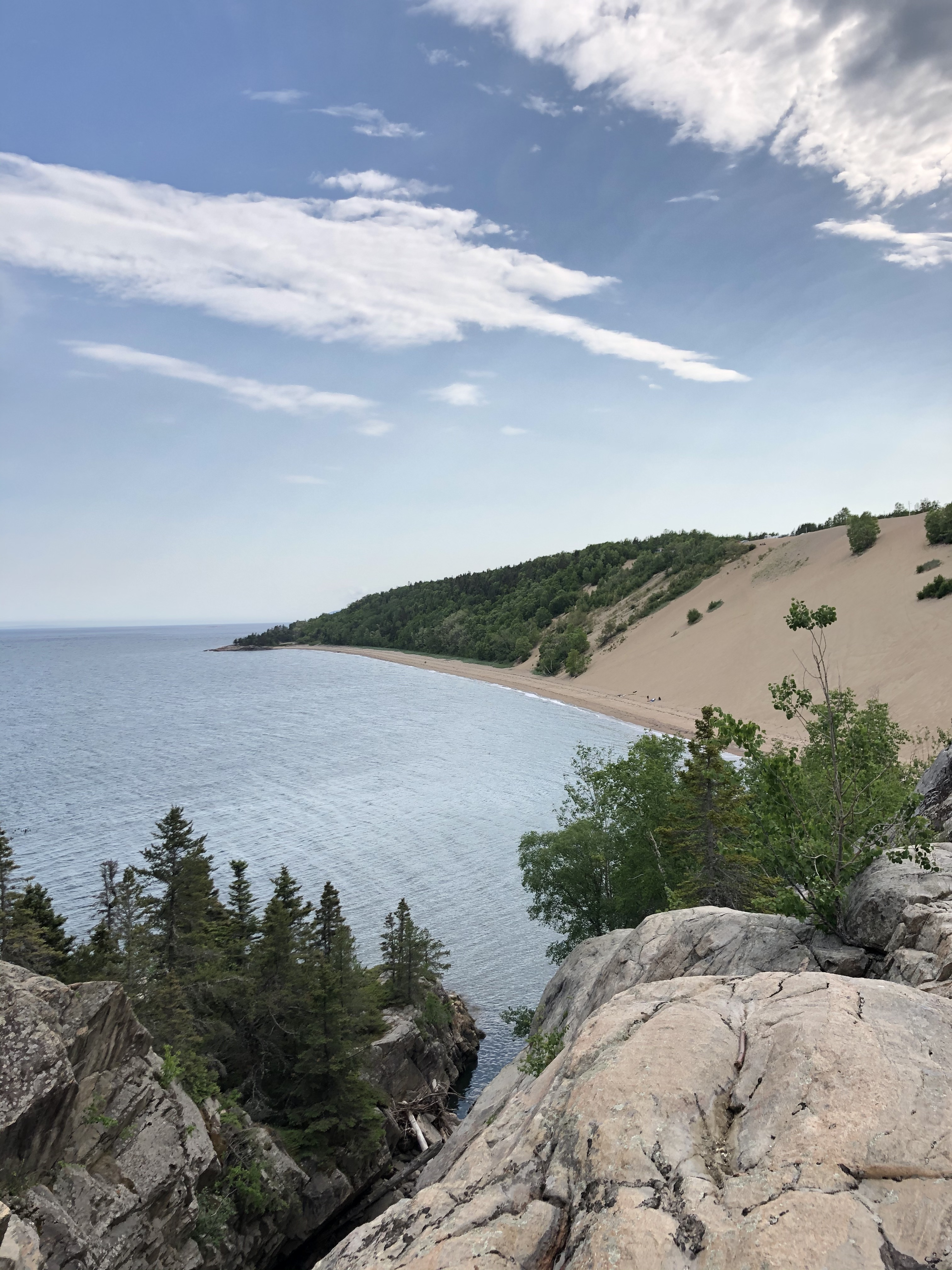
Dunes de Tadoussac.

Les nombreux touristes en visite à Tadoussac peuvent profiter des activités culturelles qu'on y retrouve en été. On peut découvrir le Festival de la chanson de Tadoussac fin juin. Le reste de l'été, dans le cadre du Festival, on peut assister à des spectacles quasi quotidiens, soit à l'Auberge de jeunesse, au Gibard, au Pub de la Microbrasserie Tadoussac ou encore au sous-sol de l'église. Chaque année, s'y produit le groupe québécois worldbeat Sagapool dont un des membres est originaire du village. À l'été 2014, Tadoussac accueillait la toute 1re Biblio plage du Québec, la Biblio plage de Mme Chose. Depuis 2012, se tient un festival de musique et d'art étudiant Le Grand Tintamarre à Tadoussac (appelé en 2012 Cégep en vacances à Tadoussac). Se tenant à l'auberge de jeunesse de Tadoussac durant la première fin de semaine de juin, le festival se veut un tremplin pour la relève musicale québécoise. En 2017, l'ouverture de la Microbrasserie Tadoussac, ouverte à l'année apporte un vent de fraicheur au village. Récipiendaire de plusieurs prix tel que Canada Gold pour la Triplette et le Canada Bronze pour la Buse au concours prestigieux du Beer World Award, la bière y est produite sur place et distribuée à travers le Québec.

## Monuments

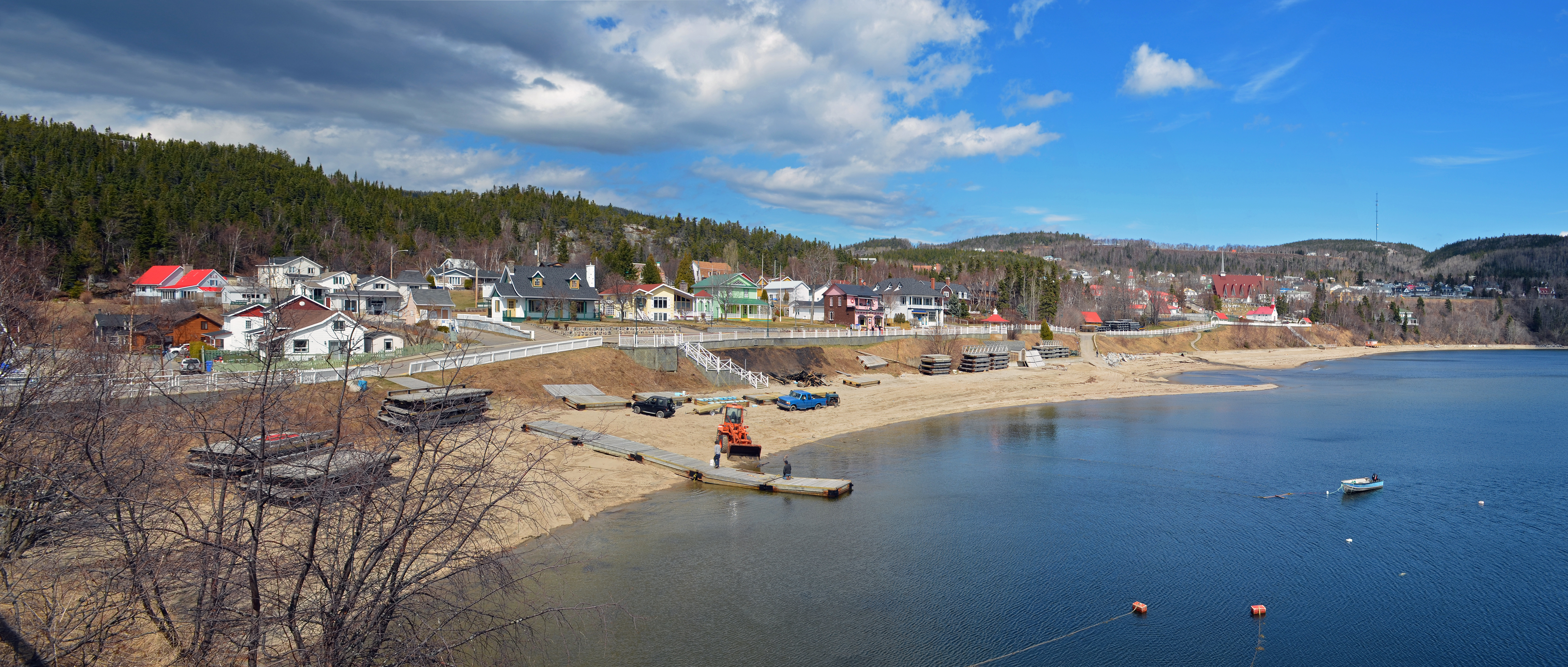
Plage de Tadoussac

- La chapelle de Tadoussac, également appelée la chapelle des Indiens, est l'une des plus anciennes églises en bois en Amérique du Nord[16]. La chapelle actuelle fut construite en 1747 sous les ordres du père Claude Coquart, les travaux se sont terminés le 24 juin 1750.
- L’hôtel Tadoussac a été construit en 1866 et reconstruit en 1942 de style anglo-normand, il a été rénové en 2000/2001.
- Surnommé « la Toupie », le phare du haut-fond Prince est situé au milieu du fleuve Saint-Laurent à l'embouchure du fjord du Saguenay, à environ 7 km à l'est du village de Tadoussac. Il mesure environ 25,3 m de haut.
- L'église Sainte-Croix

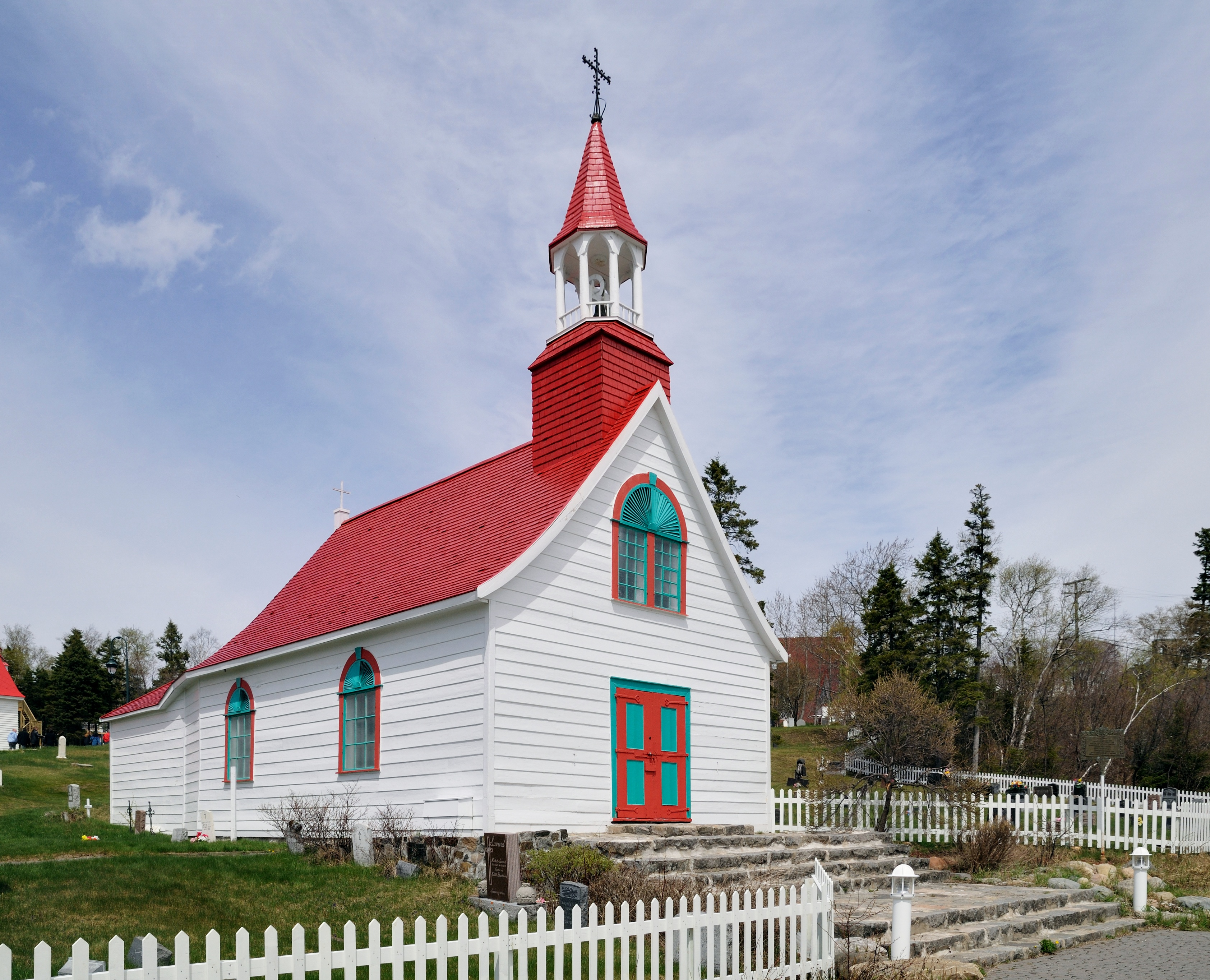
La chapelle de Tadoussac
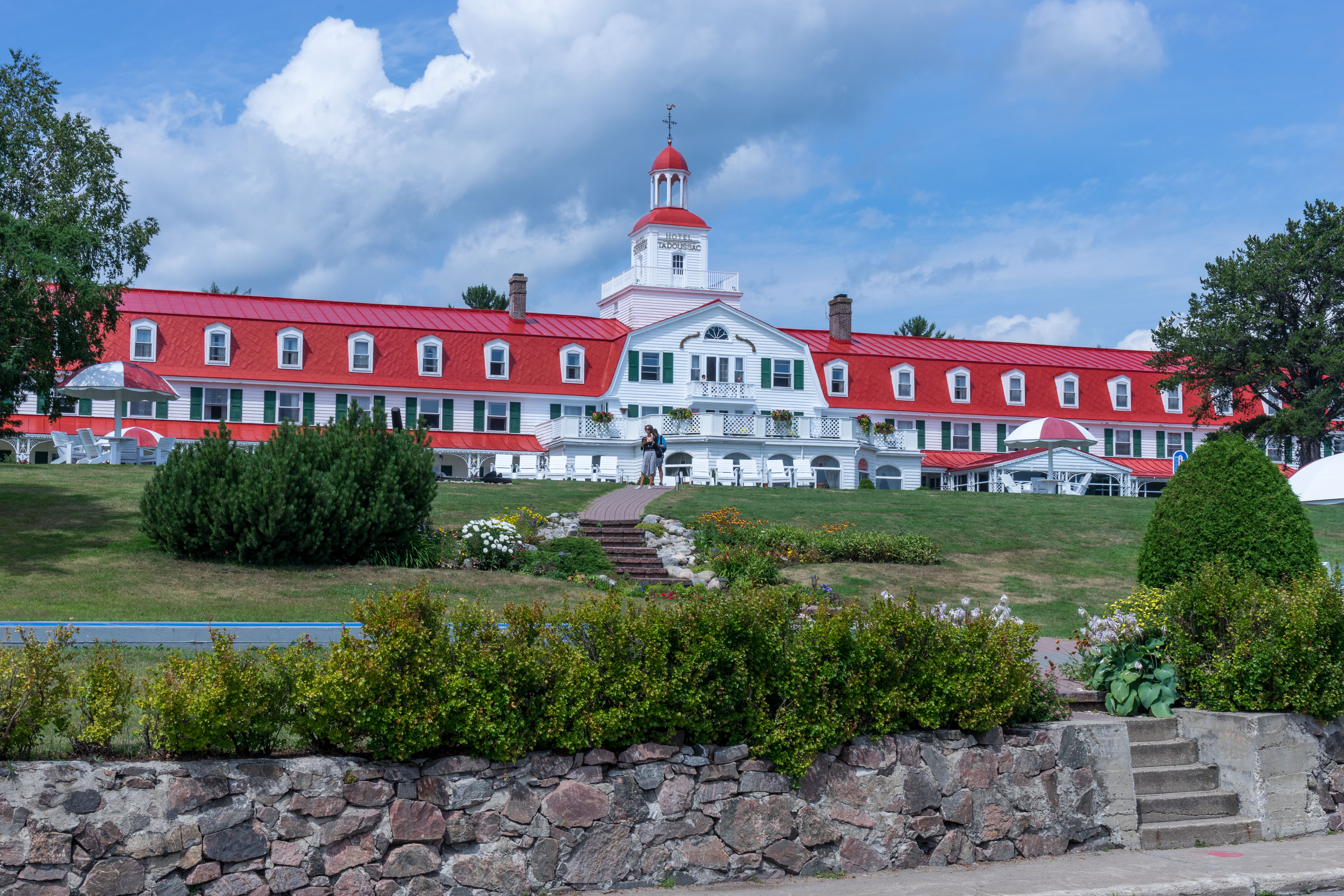
L'hôtel Tadoussac
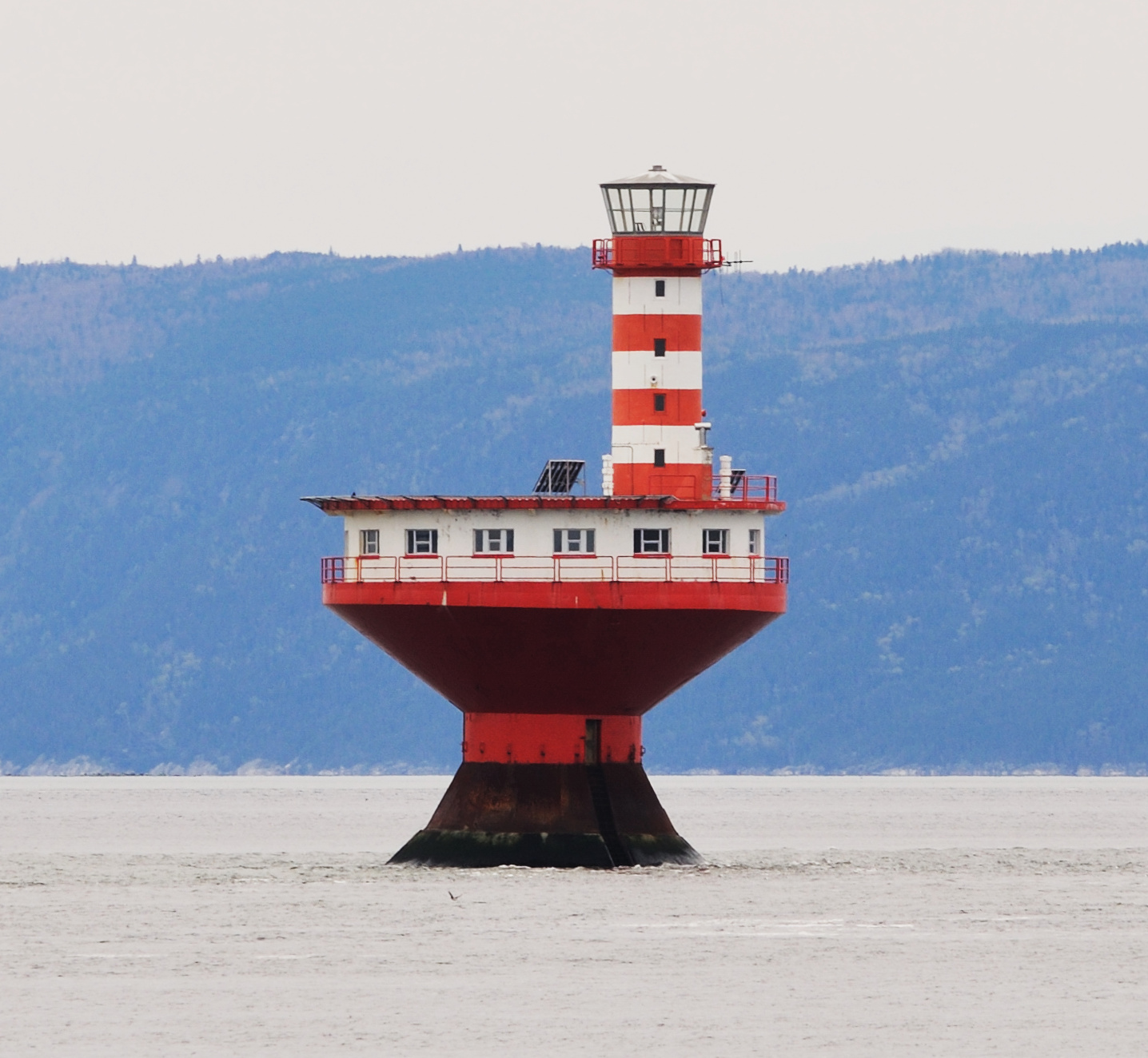
Le phare du haut-fond Prince
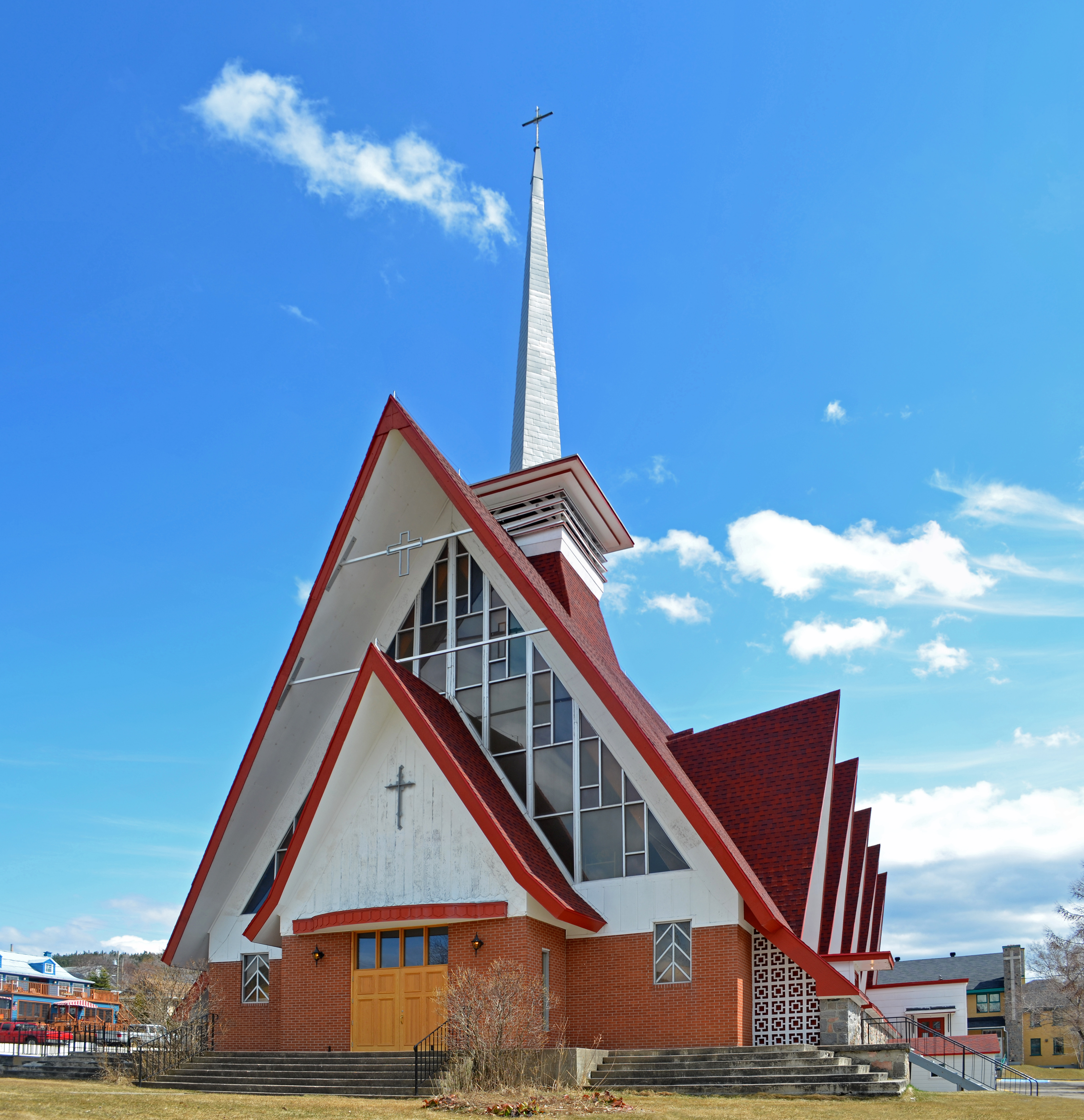
L'église Sainte-Croix
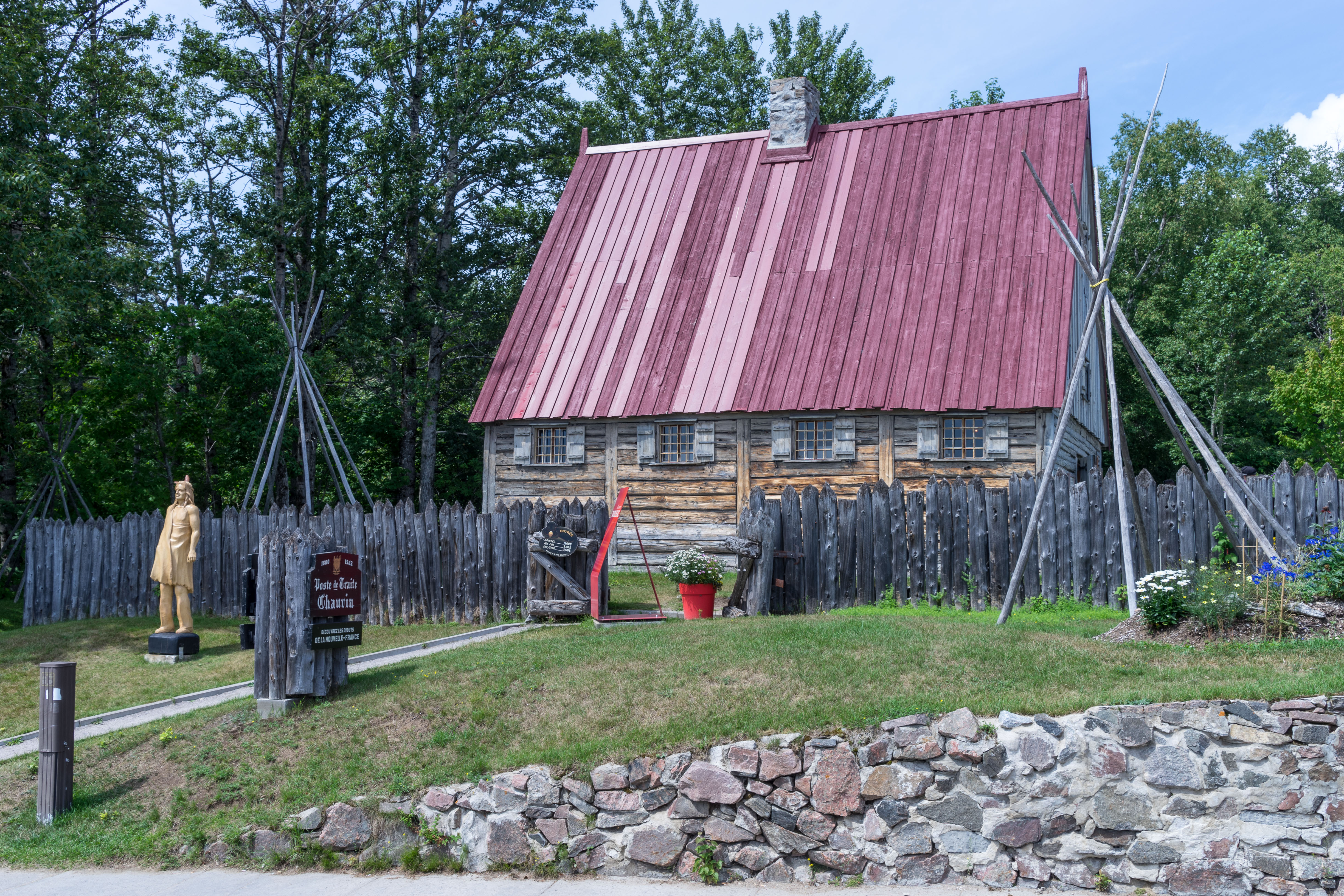
Poste de traite reconstitué à Tadoussac.

## Hommages toponymiques
La rue de Tadoussac a été nommée en l'honneur de cette municipalité, en 1955, dans la ville de Québec.